# Puchar Europy w Biegu na 10 000 metrów 2003
7. Puchar Europy w Biegu na 10 000 metrów – zawody lekkoatletyczne, które odbyły się 12 kwietnia 2003 w Atenach.

## Rezultaty

### Mężczyźni
| Konkurencja   | 1. miejsce   | Rezultat            | 2. miejsce        | Rezultat            | 3. miejsce             | Rezultat            |
| ------------- | ------------ | ------------------- | ----------------- | ------------------- | ---------------------- | ------------------- |
| Indywidualnie | Ismaïl Sghyr | 27:45,14            | Eduardo Henriques | 28:05,09            | Juan Carlos de la Ossa | 28:07,19            |
| Drużynowo     | Portugalia   | 1:24:43,85 (12 pkt) | Hiszpania         | 1:25:16,20 (20 pkt) | Włochy                 | 1:26:26,27 (36 pkt) |

### Kobiety
| Konkurencja   | 1. miejsce       | Rezultat            | 2. miejsce       | Rezultat            | 3. miejsce      | Rezultat            |
| ------------- | ---------------- | ------------------- | ---------------- | ------------------- | --------------- | ------------------- |
| Indywidualnie | Fernanda Ribeiro | 31:13,42            | Irina Mikitienko | 31:37,15            | Ana Dias        | 31:38,48            |
| Drużynowo     | Portugalia       | 1:36:27,97 (24 pkt) | Hiszpania        | 1:36:47,19 (19 pkt) | Wielka Brytania | 1:37:11,93 (34 pkt) |